# Baia di Rudyerd
La baia di Rudyerd (Rudyerd Bay) è una insenatura naturale dell'Alaska sud-orientale (Stati Uniti d'America), nell'Arcipelago Alessandro.

## Descrizione fisica
La baia fa parte del Borough di Ketchikan Gateway vicino alla città di Ketchikan (a 60 km in linea aerea) ed è compresa nell'area marittima Inside Passage e dell'Arcipelago Alessandro (Alexander Archipelago). L'insenatura, lunga circa 22,6 km, si trova a metà del lato orientale del canale di Behm (Behm Canal), il canale che separa l'isola di Revillagigedo dal continente. Ha un andamento a "zig-zag"; nella parte iniziale, dopo circa 4,5 km, si divide in due rami: quello a sud prende il nome di "Punchbowl" (Punchbowl Ciìove), quello a nord prosegue per altri 8 km circa fino ad un'altra diramazione: quella a sud termina dopo 5 km circa, mentre quella a nord prosegue fino al termine per altri 6 km circa.
L'entrata della baia è indicata da due promontori: quello a nord si chiama  Point Eva 55°33′35″N 130°52′29″W, quello a sud si chiama Point Louise 55°32′40″N 130°52′14″W.
Il canale si trova nella foresta Nazionale di Tongass (Tongass National Forest) e più o meno al centro parco nazionale Misty Fiords National Monument.

## Storia e geologia
Il nome gli fu dato da W.H. Dall, membro del United States Geological Survey, nel 1879, in ricordo dell'ingegnere inglese John Rudyerd che ricostruì il faro "Eddystone" (in Inghilterra) dopo la distruzione del 1703.
Questa regione fu visitata per la prima volta nel 1793 dal capitano George Vancouver.
Tipico di quest'area è Il granito di colore chiaro (formatosi 50 - 70 milioni di anni fa). I ghiacciai hanno scolpito la zona in profonde vallate a forma di "U". Ora molte di queste valli sono state invase dal mare e sono diventate "canali". La maggior parte delle coste della baia "Rudyerd" consiste in pareti quasi verticali solcate da innumerevoli fiumi e spesso si innalzano da 600 a 900 m sul livello del mare e scendono fino a 300 m sotto il livello del mare.

## Accessi e turismo
La baia si può raggiungere via mare (facilmente da Ketchikan) o via aerea (idrovolanti). Nel periodo turistico è percorsa da crociere organizzate su catamarani per visitare il parco nazionale Misty Fiords National Monument.

## Fauna
Nella fauna marina dell'insenatura si trovano: balene, leoni marini e aringhe (queste ultime molto numerose). Nel canale si pratica anche la pesca del salmone.

## Alcune immagini della baia

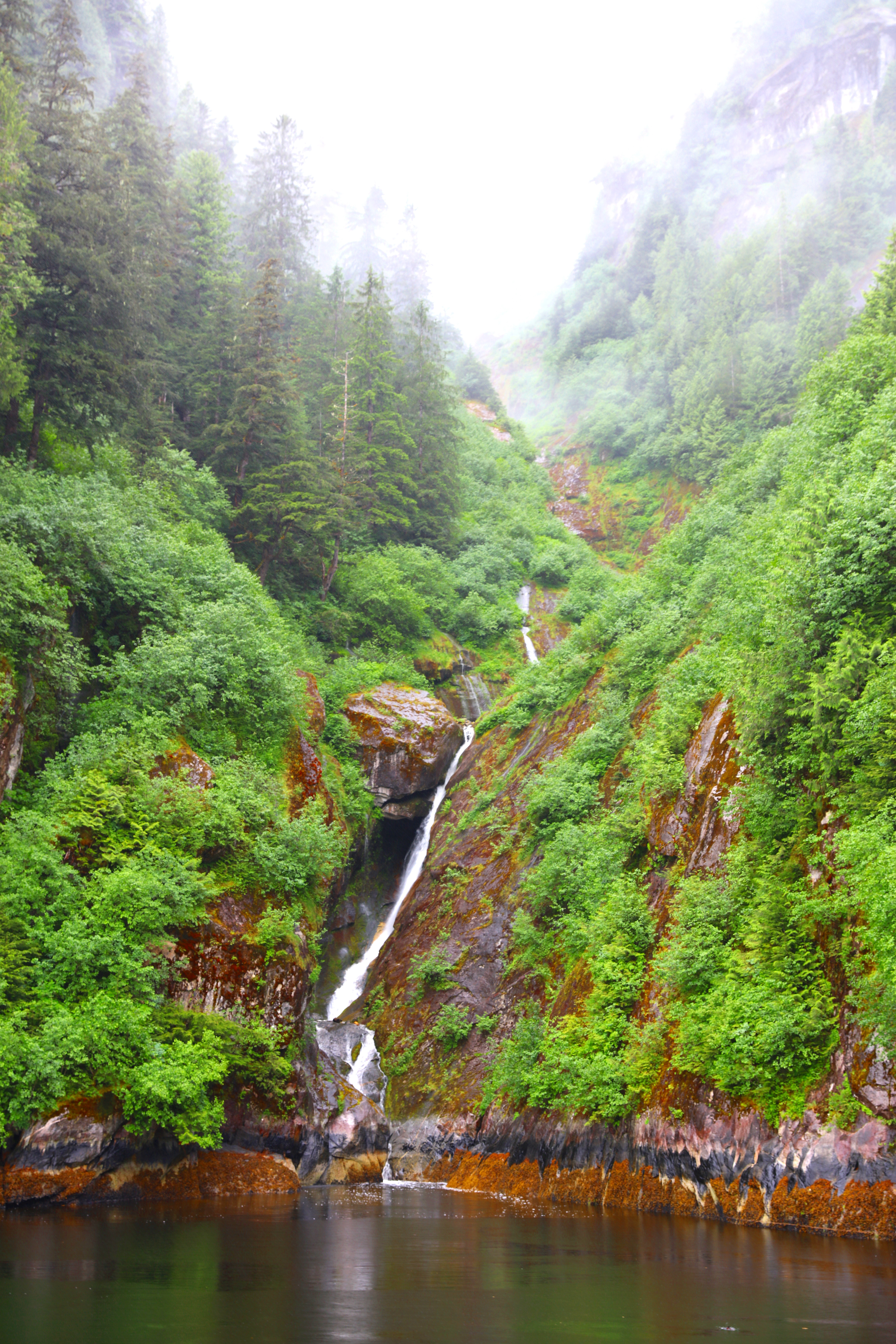
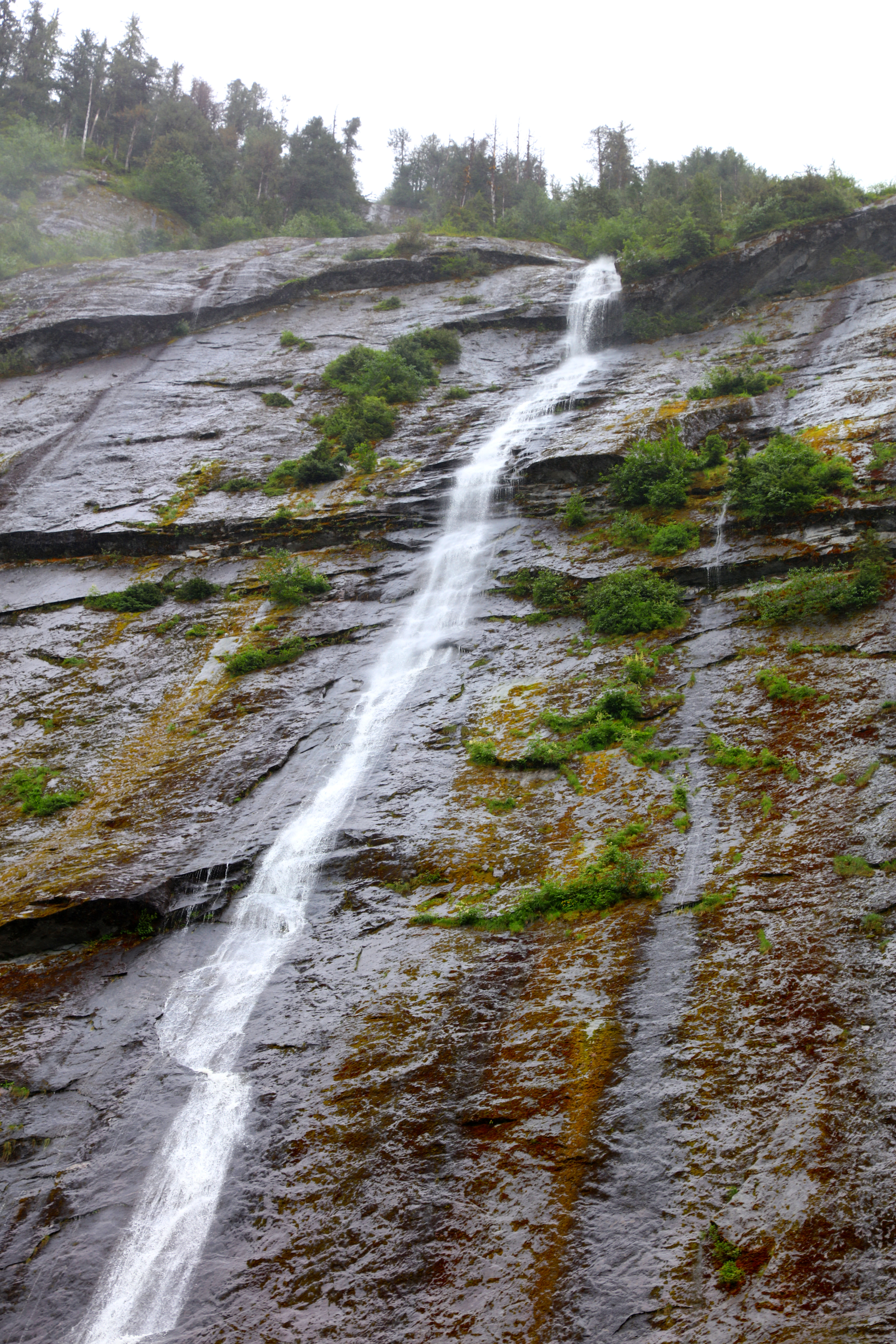
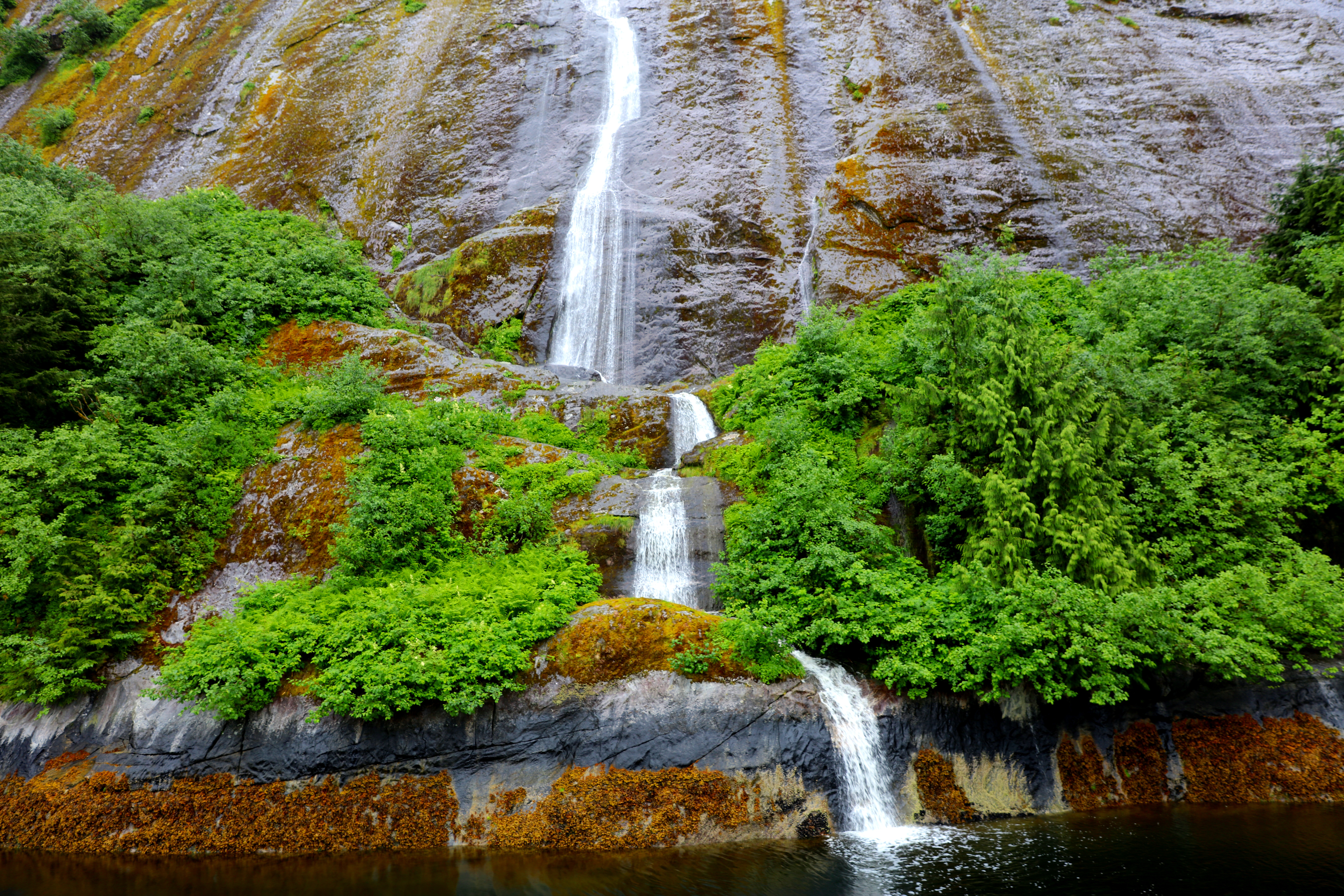
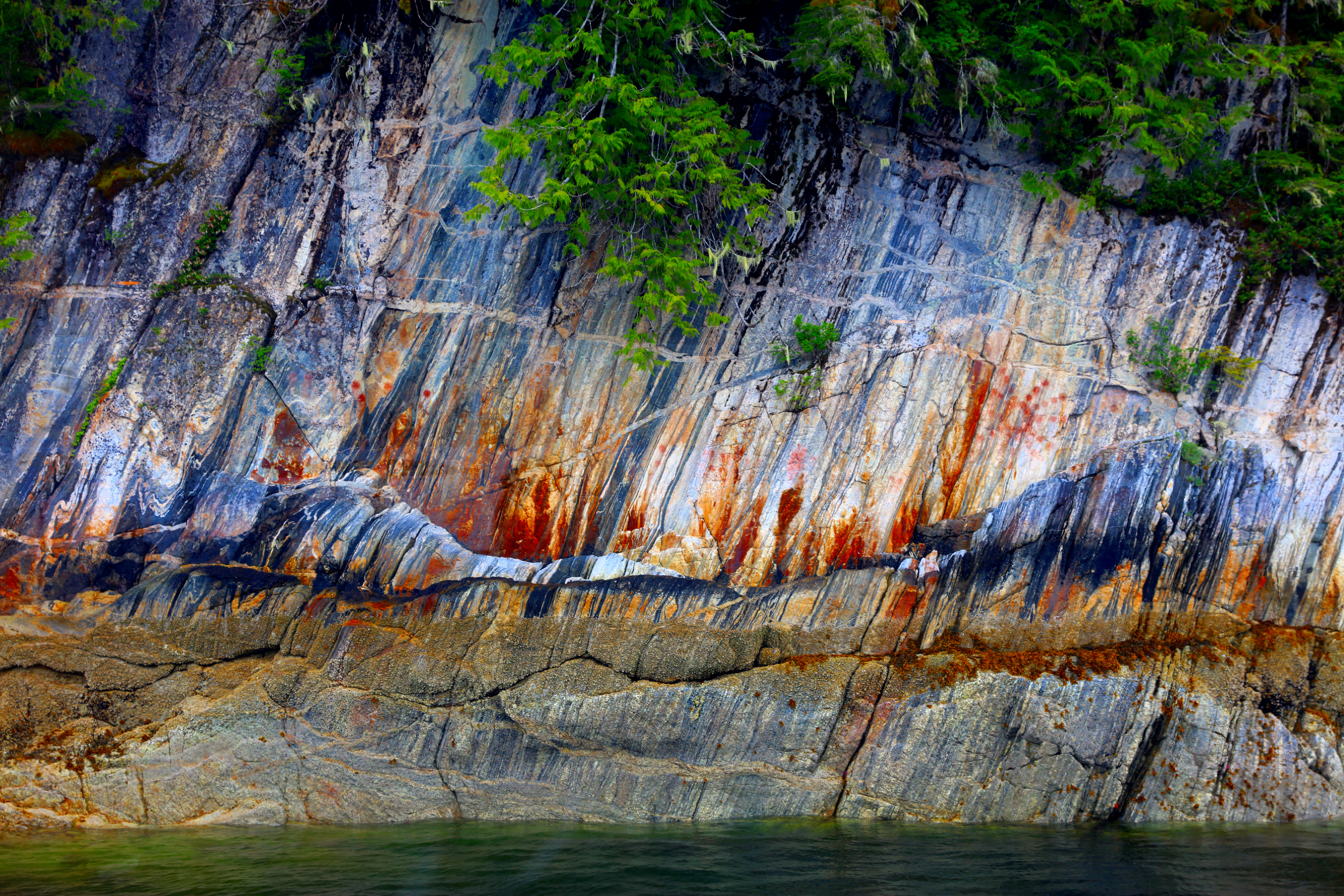
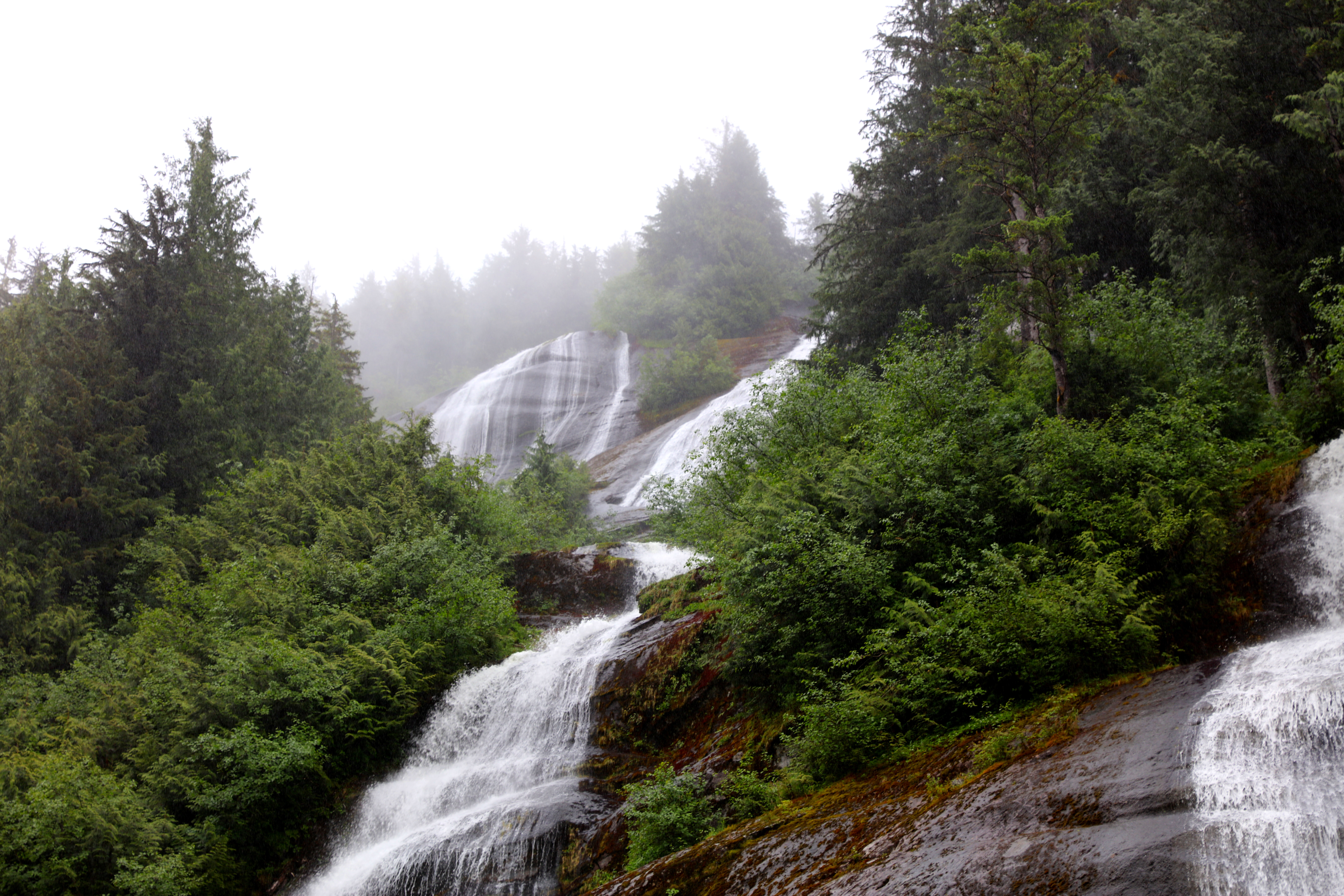
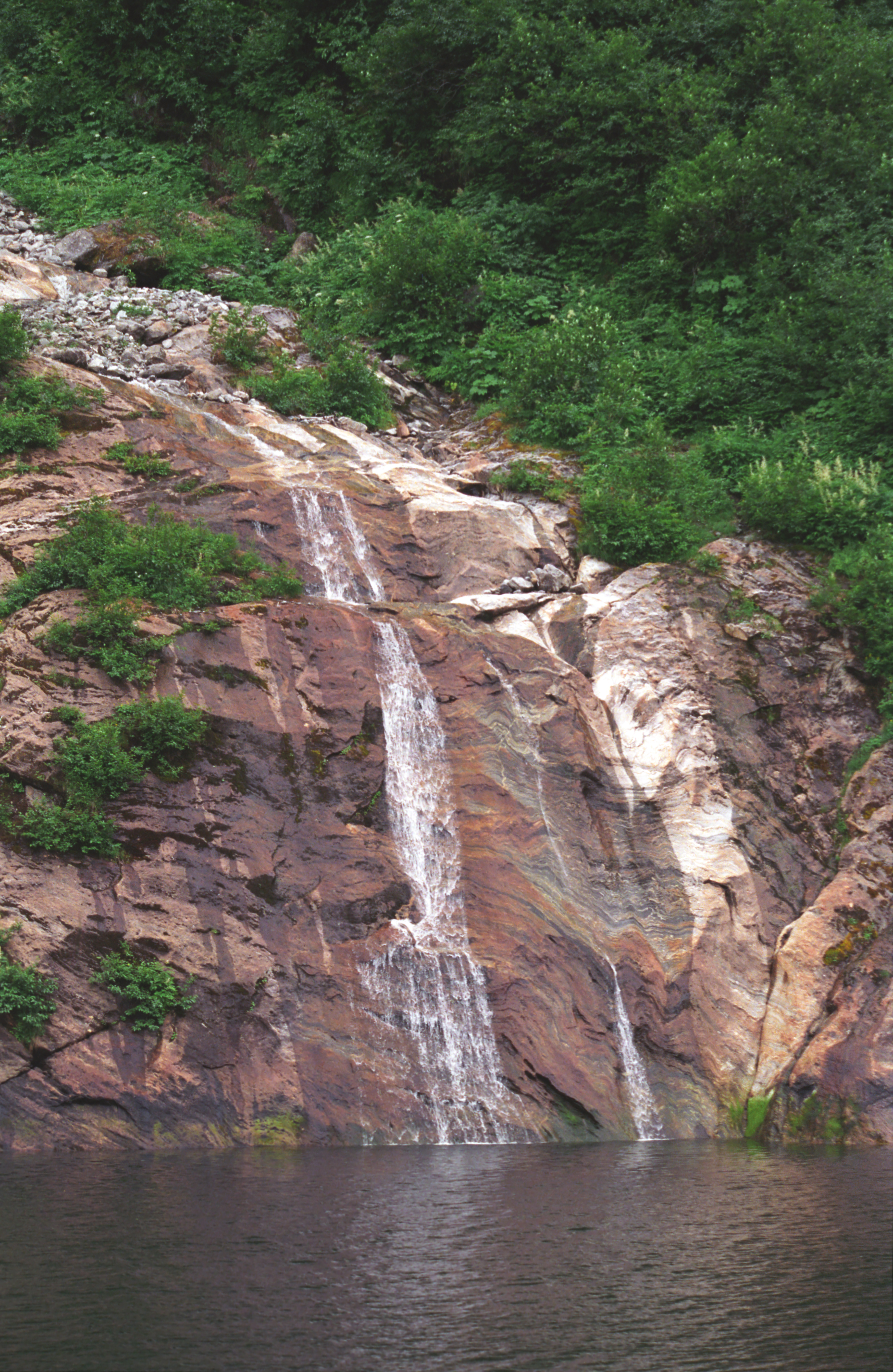
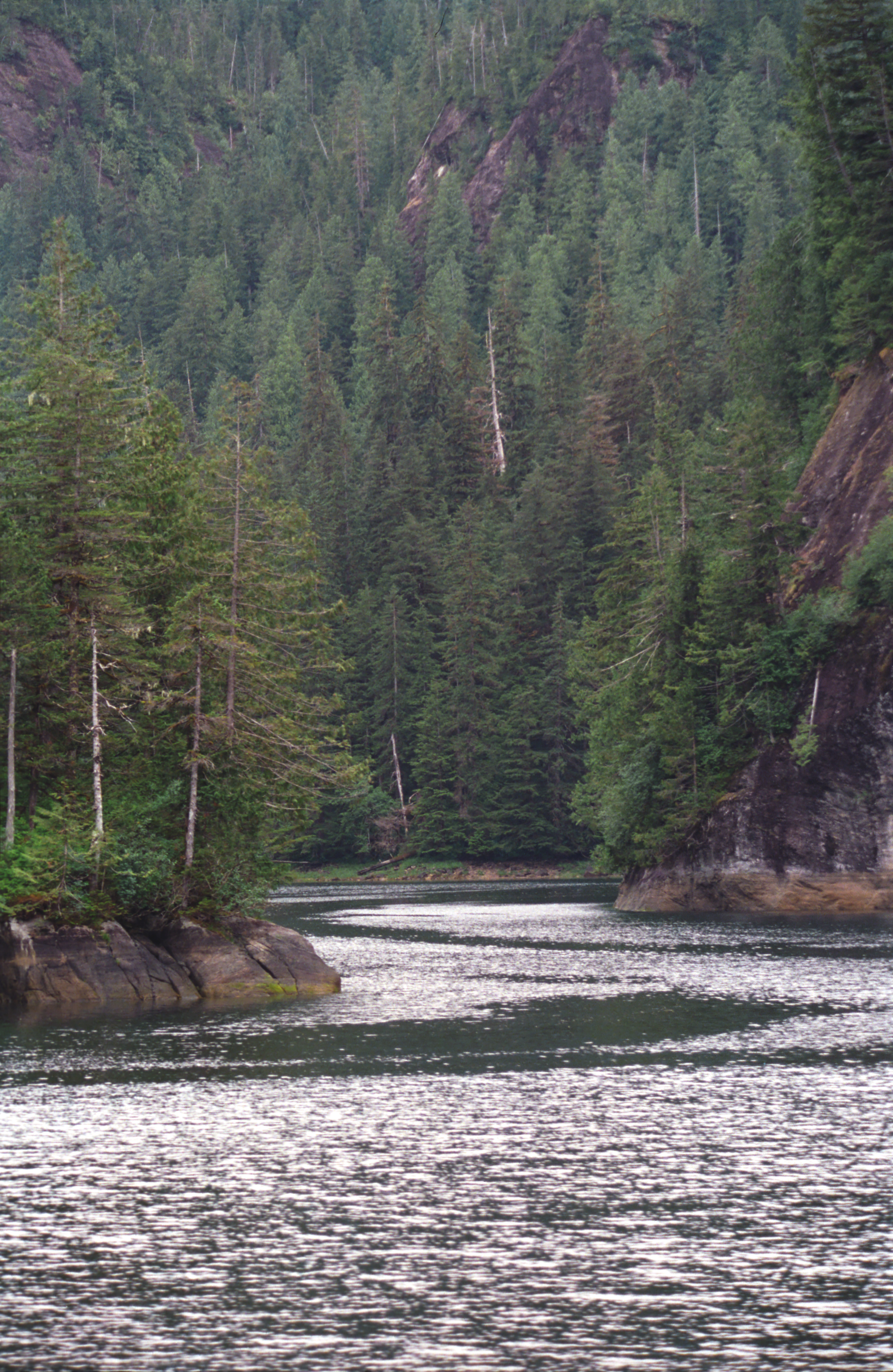